# Ahlfeldita
Ahlfeldita es un mineral secundario de la clase de las oxisales. Fue denominado en honor de Friedrich Ahlfeld, un ingeniero de minas y geólogo germano-boliviano. Su localidad de hallazgo es la Mina de la Virgen de Surumi, Provincia de Chayanta, en el Departamento de Potosí, Bolivia.

## Características
La ahlfeldita es un seleniuro de níquel, de fórmula química NiSeO3·2H2O. Cristaliza en el sistema monoclínico. Su dureza en la escala de Mohs varía de 2,0 a 2,5. 

## Formación y yacimientos
Se forma como producto de alteración de sulfuros de níquel y de otros seleniuros.